# Romoaldo Guidi
Romoaldo Guidi (ur. 5 lutego 1722 w Cesenie, zm. 23 kwietnia 1780 w Rzymie) – włoski kardynał.

## Życiorys
Urodził się 5 lutego 1722 roku w Cesenie, jako syn Costantina Guidiego i Cateriny di Pasio Belmonti. W młodości został prałatem Fabryki Świętego Piotra. 1 czerwca 1778 roku został kreowany kardynałem diakonem i otrzymał diakonię San Giorgio in Velabro. 22 marca 1779 roku otrzymał święcenia subdiakonatu. Zmarł 23 kwietnia 1780 roku w Rzymie.